# Bangassou
El sultanat de Bangassou fou el nom donat a un estat del sud-est de la moderna república Centreafricana, successor del regne de Nzakara.
Voukpata, cap de la tribu dels nzakara fou derrotat i mort pel bandia Ndounga que va formar un regne bandia-nzakara a finals del segle xviii, progressivament islamitzat.
El rei de Nzakara, Mbali, que fou enemic de Rabah, va morir el 1890 en lluita contra els seus enemics els bougbou i va esclatar una lluita per la successió. El seu fill gran Bangassou es va presentar el 14 de juny de 1890 a la posició de Yakona, que pertanyia a l'Estat Lliure del Congo, i va signar un acord amb el capità Alphonse Vangele, pel qual cedia el seu sultanat a Bèlgica. Bangassou va facilitar la penetració belga i va donar als belgues grans quantitats de vori, rebent a canvi 1500 fusells, cosa que li va permetre reforçar les seves forces i imposar-se als altres pretendents.
El 1892 Pierre Brazza va nomenar a Victor Liotard com a director de l'Alt Ubangui que havia estat ocupat pels agents del Congo en violació de l'acord del 9 d'abril de 1887 que assignava a França els territoris al nord de l'Ubangi. Liotard amb una petita tropa amb senegalesos i algerians, va passar per la població anomenada Bangassou (residència de Bangassou) de la qual va sortir el 16 de març de 1893 per atacar el campament dels lleials al sultà i mercaders d'esclaus, comandats pel belga Emile Mathieu; la lluita es va evitar in extremis i el sultà va fugir, però a la tornada a Bangassou el 23 d'abril va reafirmar la seva lleialtat a Bèlgica. El belgues van buscar aliances amb Wadai, Dar al-Kuti i amb Rabah mentre els francesos enviaven reforços. El 12 de maig de 1894 el rei Leopold aconseguia un contracte d'arrendament sobre Bahr al-Ghazal però l'acord fou anul·lat el 27 de juny sota pressió alemanya.
El 14 d'agost de 1894 Leopold va renunciar a la zona al nord del riu Mbomou i va acceptar evacuar les seves posicions incloent Bangassou. El sultà Bangassou va acceptar el protectorat francès. Però el 1900 van arribar les companyies concessionàries dels Sultanats de l'Ubangui i ràpidament va perdre el poder. Durant una anys va fer incursions al llarg del Ubangui fins a Mobaye però ferit en un accident de caça va morir el 8 de juny de 1907 en presència del francès Jules Jacquier, capità i real governant. El seu fill i hereu, Mbari, havia mort el 1904 i el consell de caps va designar successor sultà a Labassou, que era mig cec i tenia la lepra. El 23 de febrer de 1909 el governador Merwart va signar un nou tractat de protectorat amb Labassou i a l'estiu del mateix any Merwat va fixar la frontera final entre els sultanats de Bangassou i de Rafai.
A la mort de Labassou el 17 de febrer de 1917, els francesos van prohibir la successió i van abolir de facto el sultanat; la família reial va continuar exercint un cert poder tradicional a la zona, però sense sanció oficial.